# Bertrand de Bar-sur-Aube
Bertrand de Bar-sur-Aube was een troubadour, een schrijver van chansons de geste (liederen over heldendaden), die leefde in de 12e eeuw. Hij werkte aan het hof van Champagne en genoot waarschijnlijk de bescherming van Hendrik II van Champagne de Liberaal en gravin Maria van Frankrijk.
Zijn chanson Girart de Vienne schreef hij rond 1180, mogelijkerwijs ter ere van het huwelijk van hun dochter Scholastique en Willem, de zoon van Girart I van Vienne en Mâcon. In die tijd werd er een coalitie gevormd tegen de regering van koning Philippe-Auguste, Filips II van Frankrijk (1180-1222) en men zag de held Girart van Vienne, die in opstand kwam tegen Karel de Grote, als een voorbeeld. In het werk geeft Bertrand zelf aan dat hij het schreef in Bar-sur-Aube.

## Girart de Vienne
Girart de Vienne gaat over de jongste zoon van Garin de Monglane en oom van Olivier, Aude (geliefde van Roeland) via zijn broer Renier van Geneva en oom van Aymeri de Narbonne (in de legenden de vader van Willehalm/Willem met de Hoorn) via zijn broer Hernaut van Biaulande. Samen met Milon van Puglia (Apulië) zijn zij de vier zonen van Garin de Monglane. Ze zijn beroemd om hun verzet tegen de tirannie van Karel de Grote en tegelijk om hun trouw tegenover hun leenheer. In Girart van Vienne belegert Karel de Grote zijn leenman Girart in de stad Vienne. Het conflict begon met Karels koningin, die eerst aan Girart was beloofd. Ze was de weduwe van een Bourgondische hertog. Uiteindelijk sluiten Girart en Karel vrede.

## Aymeri de Narbonne
Ook kan Bertrand de bescherming hebben genoten van gravin Ermengarde van Narbonne (regering 1134 - 1192), de dochter van Aymeri II van Narbonne, die een belangrijk cultureel hof hield, dat beroemd was om de troubadours die er kwamen.
Aymeri de Narbonne is een latere chanson de geste van Bertrand. Hij schreef het tussen 1190 en 1200. Ook schreef hij een versie van een populair epos met de naam Beuve de Hantone.
Aymeri de Narbonne gaat over de zoon van Hernaut van Biaulande, die Narbonne verovert op de Saracenen en vervolgens zijn echtgenote zoekt aan het hof van Pavia in Lombardije. Zij heet Hermenjart (Ermengarde) en is de dochter van Didier (Desiderius) en zuster van koning Boniface. Aymeri moet afrekenen met een Duitse edelman, die ook met haar wil trouwen en met de Saracenen, die zijn stad zijn gaan belegeren toen hij zijn bruid ging ophalen. Met hulp van zijn oom Girart van Vienne weet Aymeri de overwinning te behalen. Aymeri en Hermenjart krijgen zeven zonen, waaronder Willehalm, die later markgraaf van Orange zal worden.